# Mitoscelis aculeata
Mitoscelis aculeata là một loài nhện trong họ Tetragnathidae. Chúng là loài duy nhất thuộc chi Mitoscelis, được miêu tả năm 1890 bởi Thorell.